# Hampton (Londres)
Pour les articles homonymes, voir Hampton.
Hampton est une banlieue très verte de Londres dans le district de Richmond upon Thames, sur la rive gauche de la Tamise.  Elle est autrefois un village et possède une impressionnante église anglicane géorgienne, habillé de pierre blanche.
On y trouve le château d'Hampton Court et la Villa Garrick.
Hampton possède quelques petits réservoirs et se relie au comté de Surrey par le pont de Hampton Court, à l'extrême est.  Elle partage une frontière avec le même comté à l'ouest.  
Elle se trouve à moins de 9 kilomètres au sud-est de l'aéroport de Londres-Heathrow.  Deux grands parcs royaux associés au château mentionné occupent l'espace entre Hampton et Kingston upon Thames.

## Personnalités
- Robert Hugh Archer (1852-1930), navigateur, y est mort.
- Eric Fraser (1902-1983), illustrateur britannique. Il s'y installe en 1935 et y meurt en 1983.
- Le guitariste Brian May (1948-) du célèbre groupe Queen est né à Hampton